# Quinto Jalio Baso
Quinto Jalio Baso (en latín: Quintus Iallius Bassus) fue un político y senador del Imperio romano en el siglo II .
Es probablemente un pariente de Marco Jalio Baso Fabio Valeriano, quien fue cónsul sufecto en 160 y desde 163/164 gobernador de la provincia de Moesia Inferior.
En 158 Baso fue cónsul sufecto junto con Marco Servilio Fabiano Máximo.